# تشين سبيلي (المزرعة الجنوبية)
تشین سبیلي (بالفارسية: چین‌سبیلی) هي قرية تقع في إيران في قسم المزرعة الجنوبیة الريفي. يقدر عدد سكانها بـ 3,336 نسمة .